# L'Empire des mille planètes
L'Empire des mille planètes est un album de bande dessinée dans la série Valérian, écrite par Pierre Christin et dessinée par Jean-Claude Mézières.

## Résumé
Valérian et Laureline arrivent à proximité de la planète Syrte-la-magnifique, capitale de l'empire des mille planètes. Ils sont chargés par la Terre de savoir si cet Empire représente un danger pour l'Empire Galactique Terrien. Rapidement les deux héros sont poursuivis par les mystérieux Connaisseurs...

## Principaux personnages
- Valérian, agent spatio-temporel de Galaxity.
- Laureline, agent spatio-temporel de Galaxity.
- Elmir le marchand, le Grand Maître de la guilde des marchandes de Syrte.
- Les Connaisseurs.
- Prince Ramal, l'Empereur des mille planètes.

## Adaptation cinématographique
Malgré ce que peut laisser penser son titre, l'adaptation cinématographique Valérian et la Cité des mille planètes, de Luc Besson avec Cara Delevingne, Dane DeHaan et Clive Owen en personnages principaux, sortie en juillet 2017, est l'adaptation du sixième album, L'ambassadeur des ombres.

## Autour de l'album
- C'est la première apparition du vaisseau de Valérian, l'astronef XB982. Le vaisseau apparaît par la suite dans  presque tous les albums.
- Il y a une brève référence à la planète Bluxte, qui fait partie de l'empire des mille planètes.  Dans cet album l'animal, le Spiglic est décrit comme un animal vivant sur la tête de son maître en lui communiquant son bonheur. Cette planète est surtout connue pour être la planète d'origine du Transmuteur Grognon de Bluxte.